# Victor Proa
Victor Manuel Proa Perez (Monterrey, 15 gennaio 1985) è un pugile messicano.
Soprannominato "El Pitufo", ha un record attuale di 26-1, con 19 successi prima del limite.